# Posizione anatomica
Col termine posizione anatomica s'intende la posizione di base assunta idealmente da un animale, di solito impiegata a fini descrittivi. Essa può variare nell'aspetto a seconda dell'animale preso in considerazione, ma di solito prevede delle caratteristiche comuni, come la postura eretta, gli arti né flessi né estesi, e così via.

## Corpo umano
Nel caso del corpo umano con posizione anatomica o uomo anatomico s'identifica un corpo con postura eretta, i gomiti accostati ai fianchi, i palmi delle mani rivolti all'osservatore, i piedi avvicinati, leggermente divaricati in punta.
In tale posizione si evidenziano degli spazi detti triangoli della taglia, e viene utilizzata per rendere univoci, in qualsiasi momento e luogo, i significati di parole e concetti come "sopra", "sotto", "davanti" e quant'altro, indipendentemente dall'atteggiamento del corpo.
In questa posizione il "sopra" risulta evidente: la testa, per esempio, si trova sopra il collo, ma anche in caso di soggetto in decubito orizzontale, ci si riferirà alla posizione della testa comunque come "in alto".
Similmente, avverrà per la descrizione dei movimenti.

### Termini di posizione

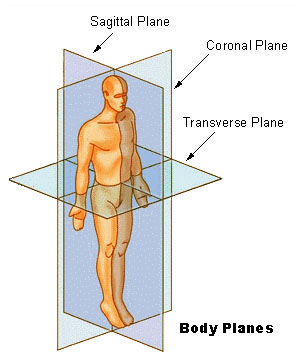
I piani corporei riferiti a un corpo in posizione anatomica

Qualsiasi posizione viene definita in base a tre piani fra loro perpendicolari:
- il piano sagittale mediano, o di simmetria, che decorre in posizione antero-posteriore, verticalmente, dividendo il corpo in due parti simmetriche, destra e sinistra, dette antimeri;
- il piano frontale o coronale: anch'esso verticale ma latero-laterale, perpendicolare al sagittale e divide il corpo in una porzione anteriore e una posteriore;
- il piano trasversale o assiale o orizzontale che divide il corpo in una parte superiore e una inferiore. È il piano delle sezioni tradizionali in TC.

Così si afferma che, in relazione alla porzione del corpo su cui si "affacciano" i piani:
- i piani sagittali affiancati e paralleli al piano sagittale mediano detti parasagittali individuano una faccia rivolta verso questo, medialmente, e una rivolta lateralmente;
- il piano frontale individua una faccia rivolta ventralmente (da preferirsi ad anteriore) e una rivolta dorsalmente;
- il piano trasversale individua una faccia cefalica o craniale, rostrale, superiore, e una faccia caudale o inferiore.

Ancora:
- Laterale è definito in contrapposizione a mediale, cioè rispettivamente lontano e verso il piano mediano di simmetria[1].
- La parola mediano non è invece relativa alla posizione anatomica: nei nervi dell'arto superiore, per esempio, il nervo chiamato mediano è detto tale perché si trova tra il nervo ulnare, mediale, e il nervo radiale, laterale.
- In relazione a un punto di centralità stabilito convenzionalmente sono definiti i termini: prossimale, cioè verso il corpo centrale[2], e distale, cioè periferico[3].

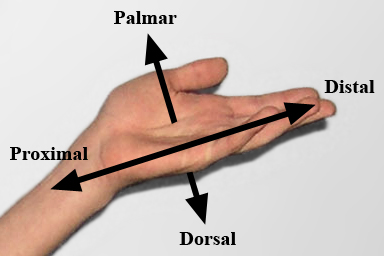
Assi in una mano

- Per le mani si utilizzano: palmare o volare e dorsale (rispettivamente anteriori e posteriori nella posizione anatomica).
- Per i piedi si utilizza: plantare.
- Si possono usare anche parole come esterno, superficiale, interno e profondo, ma in riferimento a organi cavi (intestino, vasi sanguigni), "superficiale" è ciò che si trova verso il lume o la cavità dell'organo, mentre "esterna" è la tonaca avventizia, la fascia tissutale più lontana dal lume.
- Per quanto riguarda l'intestino, si usano anche le coordinate mesenterico, cioè sul versante mesenteriale, dove si trova il peduncolo vascolare, e antimesenterico, sul versante opposto.

Nella descrizione dei rapporti spaziali del cranio bisogna tener presente piccole variazioni semantiche dei termini utilizzati generalmente in anatomia: dallo sviluppo verticale del midollo spinale infatti si passa alla trasversalizzazione del prosencefalo, quindi il "sopra", il "sotto", il "davanti" e il "dietro" che nella classica descrizione anatomica hanno determinati sinonimi, nell'anatomia del prosencefalo ne assumono altri.
- Davanti: dalla concezione di "ventrale" si passa a quella di "rostrale".
- Dietro: il "dorsale" diventa "caudale".
- Sopra: il "craniale" diventa "dorsale".
- Sotto: il "caudale" diventa "ventrale".

Questa situazione ha portato a diversi sistemi descrittivi, tesi alla ricerca del giusto riferimento cefalico.

### Termini di movimento
- Flessione ed estensione si rivolgono sull'asse trasversale.
- Inclinazione laterale, abduzione e adduzione si rivolgono sull'asse sagittale.
- Torsione e rotazione e prono-supinazione si riferiscono all'asse verticale.

### Posizione anatomica e tecniche di diagnostica per immagini
Per quanto riguarda la descrizione spaziale del corpo nelle immagini diagnostiche (TC, RM), non ci si discosta per nessun motivo dalla posizione anatomica.
È però importante precisare che, per questioni squisitamente mnemoniche, il corpo è sempre nella posizione del Cristo del Mantegna: destra e sinistra sono invertite, come nello specchio, perché l'osservatore guarda il paziente dal basso, cioè dai piedi alla testa.
In un'immagine TC, per esempio, la colonna vertebrale si trova sotto, il cuore sopra: nonostante ciò ci si riferirà al cuore come "davanti" e alla colonna come "dietro".
Nel caso di studio radiodiagnostico col soggetto in decubito prono (sdraiato a pancia in giù), le immagini saranno comunque nella posizione del Mantegna.
In caso di acquisizioni in pose funzionali o comunque difficilmente leggibili, che quindi si discostano molto dalla posizione anatomica, si può parlare di, per esempio, "destra radiologica" o "sinistra radiologica", per sottolineare il punto di vista dell'osservatore.